# Four Seasons Hotel Bahrain Bay
El Four Seasons Hotel Bahrain Bay es un rascacielos situado en Manama, Baréin. Sus obras empezaron en 2010 y se terminaron en 2015. Tiene una altura de 269.7 metros y 50 pisos, que lo convirtieron en el edificio más alto de Baréin, superando a las dos torres del Bahrain Financial Harbour, de 260 metros.